# St Augustine’s Episcopal Church

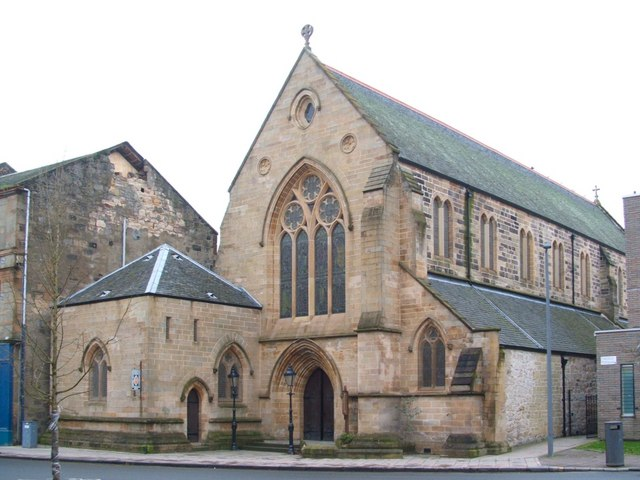
St Augustine’s Episcopal Church

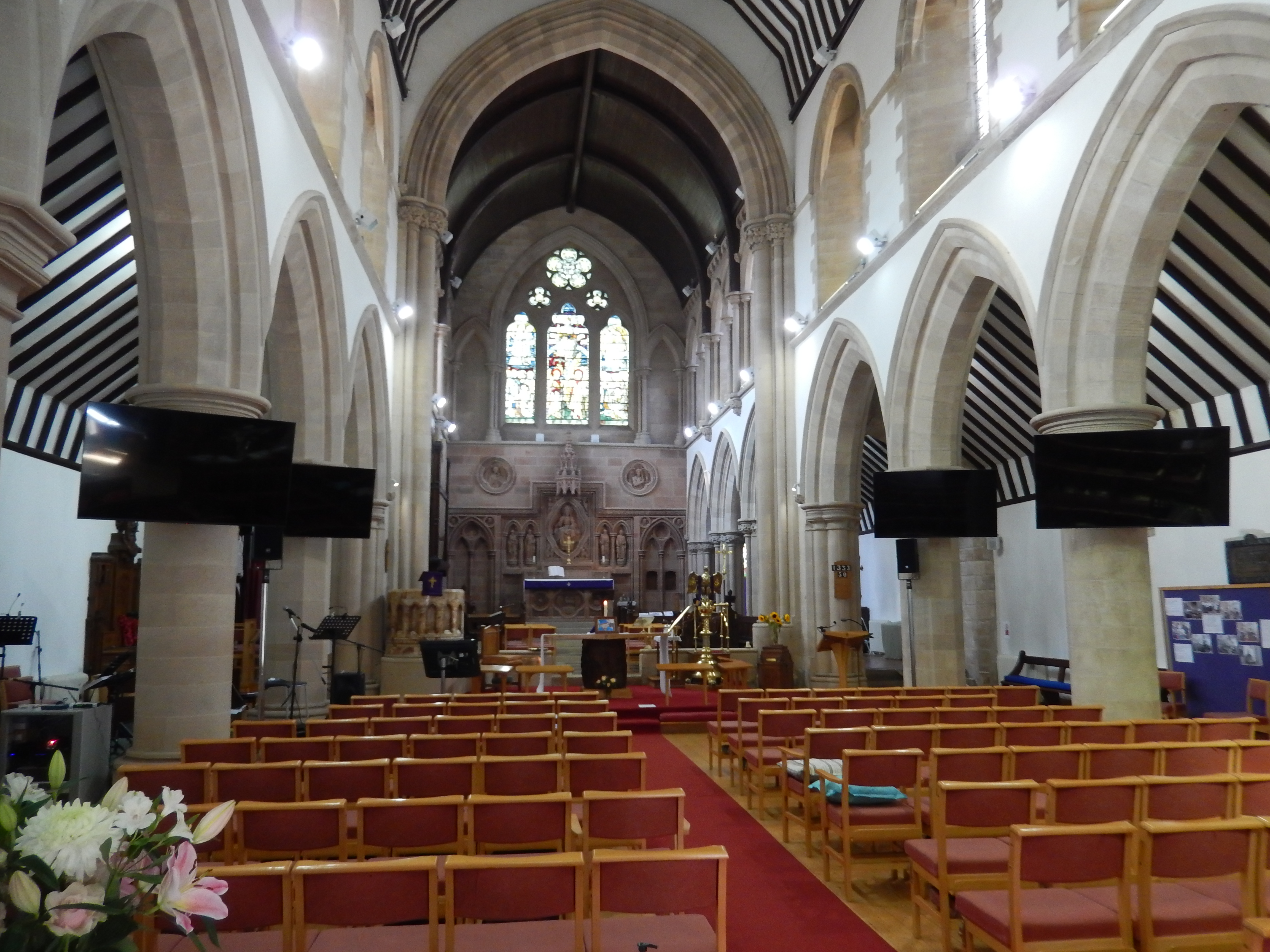
Innenraum

Die St Augustine’s Episcopal Church ist ein episkopales Kirchengebäude in der schottischen Stadt Dumbarton in der Council Area West Dunbartonshire. 1980 wurde das Gebäude in die schottischen Denkmallisten in der höchsten Kategorie A aufgenommen. Die Kirche ist heute noch als solche in Verwendung.

## Geschichte
Die Geschichte des Christentums im heutigen Dumbarton kann bis in das 4. Jahrhundert zurückverfolgt werden. In dieser Zeit war das heutige Dumbarton Castle Herrschersitz des Königreiches Alt Clut, das im Jahre 314 drei Bischöfe zur Vertretung des Königreichs zum Konzil von Arles entsandte. Im 6. Jahrhundert ließ die irische Prinzessin Modwenna eine dem Heiligen Patrick geweihte Kapelle an den Mauern von Alt Clut erbauen.
Während Bauarbeiten an der benachbarten Riverside Parish Church im Jahre 1848 stieß man auf eine Grabplatte unterhalb der heutigen Riverside Church. Sie zeigt Kreuz und Schwert, weshalb davon ausgegangen wird, dass sie aus der Zeit der Kreuzzüge stammt. Da Adlige oftmals innerhalb von Kirchen beigesetzt wurden, deutet dies auf einen Kirchenbau an diesem Ort im 11. oder 12. Jahrhundert hin; zumindest auf eine christliche Nutzung. Des Weiteren kann davon ausgegangen werden, dass sich bereits eine Kirche in Dumbarton befand, als König Alexander II. die Siedlung 1222 zum Royal Burgh erhob. Der älteste schriftliche Beleg stammt aus dem Jahr 1320 als König Robert I. die Kirche dem Kloster Kilwinning zuordnete. Über dieses Gebäude ist jedoch wenig bekannt.
Im Jahre 1837 wird die episkopale Gemeinde in Dumbarton auf 35 Personen geschätzt. 1848 wurde ein Raum in der Church Street als Gebetsraum angemietet, den sie dem Heiligen Patrick weihten. 1856 wurde eine dem Evangelisten Lukas geweihte Kapelle in der Cardross Road eröffnet. Um der wachsenden episkopalen Gemeinde Rechnung zu tragen, wurde im Jahre 1873 mit dem Bau der St Augustine’s Episcopal Church begonnen, die 550 Personen Platz bietet. Als Architekt zeichnet Robert Rowand Anderson aus Edinburgh für den Entwurf verantwortlich. Auf Grund finanzieller Engpässe zog sich die Bauphase länger als erwartet hin und das Gebäude wurde erst 1899 eingesegnet. Sie wurde Augustinus von Hippo geweiht. Die Ausgestaltung des Innenraums dauerte jedoch noch bis 1923 an. In den 1990er und 2000er Jahren wurde die Kirche restauriert. Die Wiedereröffnung fand 2003 statt.

## Beschreibung
Das neogotische Kirchengebäude befindet sich im Süden von Dumbarton nahe dem Levenufer. Die presbyterianische Riverside Parish Church liegt ihm schräg gegenüber. Das Mauerwerk besteht aus Quadersteinen. Das südgerichtete Eingangsportal ist mit Spitzbogen gearbeitet. Darüber befindet sich ein Vierlings-Lanzettfenster mit detailreichem Maßwerk. Entlang des Hauptschiffes sind Zwillings-Lanzettfenster auf acht vertikalen Achsen angeordnet. Ein niedriger Anbau links der Hauptportals ist neueren Datums.